# Copa del Generalísimo 1957
Die Copa del Generalísimo 1957 war die 53. Austragung des spanischen Fußballpokalwettbewerbes, der heute unter dem Namen Copa del Rey stattfindet.
Der Wettbewerb startete am 28. April und endete mit dem Finale am 16. Juni 1957 im Estadi Montjuïc in Barcelona. Titelverteidiger des Pokalwettbewerbes war Atlético Bilbao. Den Titel gewann der CF Barcelona durch einen 1:0-Erfolg im Finale gegen den Stadtrivalen RCD Español.

## Achtelfinale
Die Hinspiele wurden am 28. April, die Rückspiele am 1. Mai 1957 ausgetragen.
|                 | Gesamt |                     | Hinspiel | Rückspiel |
| --------------- | ------ | ------------------- | -------- | --------- |
| UD Las Palmas   | 1:5    | Real Madrid         | 1:4      | 0:1       |
| Celta Vigo      | 1:0    | CD Condal           | 1:0      | 0:0       |
| Atlético Madrid | 03:13  | CF Barcelona        | 2:5      | 1:8       |
| Real Saragossa  | 1:1    | Real Sociedad       | 0:0      | 1:1       |
| FC Valencia     | 2:1    | FC Sevilla          | 2:0      | 0:1       |
| Real Jaén       | 0:2    | Deportivo La Coruña | 0:1      | 0:1       |
| RCD Español     | 3:0    | Atlético Bilbao     | 3:0      | 0:0       |
| CA Osasuna      | 4:7    | Real Valladolid     | 1:1      | 3:6       |

### Entscheidungsspiele
Das Spiel wurde am 5. Mai in Pamplona ausgetragen.
|                | Ergebnis |               |
| -------------- | -------- | ------------- |
| Real Saragossa | 0:1      | Real Sociedad |

## Viertelfinale
Die Hinspiele wurden am 12. Mai, die Rückspiele am 19. Mai 1957 ausgetragen.
|                     | Gesamt |               | Hinspiel | Rückspiel |
| ------------------- | ------ | ------------- | -------- | --------- |
| RCD Español         | 3:2    | Celta Vigo    | 2:1      | 1:1       |
| Real Madrid         | 3:8    | CF Barcelona  | 2:2      | 1:6       |
| Real Valladolid     | 1:4    | FC Valencia   | 1:1      | 0:3       |
| Deportivo La Coruña | 1:7    | Real Sociedad | 0:0      | 1:7       |

## Halbfinale
Die Hinspiele wurden am 2. Juni, die Rückspiele am 9. Juni 1957 ausgetragen.
|               | Gesamt |              | Hinspiel | Rückspiel |
| ------------- | ------ | ------------ | -------- | --------- |
| RCD Español   | 2:1    | FC Valencia  | 1:0      | 1:1       |
| Real Sociedad | 02:10  | CF Barcelona | 1:5      | 1:5       |

## Finale
| CF Barcelona                                 | CF Barcelona | RCD Español | RCD Español |
| -------------------------------------------- | --- | --- | ----------- |
| CF Barcelona                                 | \| 16. Juni 1957 in Barcelona (Estadi Montjuïc) \| \| Ergebnis: 1:0 (0:0) \| \| Zuschauer: 75.000 \| \| Schiedsrichter: Daniel Zariquiegui \|                                                                            | \| 16. Juni 1957 in Barcelona (Estadi Montjuïc) \| \| Ergebnis: 1:0 (0:0) \| \| Zuschauer: 75.000 \| \| Schiedsrichter: Daniel Zariquiegui \|                                                         | RCD Español |
| CF Barcelona                                 | Antoni Ramallets – Ferran Olivella, Joaquim Brugué, Joan Segarra – Martín Vergés, Enric Gensana – Estanislao Basora, Ramón Villaverde, Eulogio Martínez, László Kubala, Francisco Sampedro Cheftrainer: Domènec Balmanya | José Vicente Train – Antonio Argilés, Cata , Agustín Faura – Emilio Gámiz, David Casamitjana – José María Ruiz, Oswaldo García, Antonio Cruellas, José Sastre, Óscar Coll Cheftrainer: Ricardo Zamora | RCD Español |
| CF Barcelona                                 | 1:0 Francisco Sampedro (80.) | | RCD Español |
| 16. Juni 1957 in Barcelona (Estadi Montjuïc) | | |             |
| Ergebnis: 1:0 (0:0)                          | | |             |
| Zuschauer: 75.000                            | | |             |
| Schiedsrichter: Daniel Zariquiegui           | | |             |